# Eugenio Calabi
Eugenio Calabi (11. května 1923 Milán – 25. září 2023) byl italský matematik.
Ačkoliv se narodil v Itálii, jeho rodina se přesunula do USA. Calabi byl emeritním profesorem na Pensylvánské univerzitě. Zabýval se diferenciální geometrií, parciálními diferenciálními rovnicemi a jejich aplikací.
Vystudoval MIT, pak pokračoval v doktorských studiích na Princetonské univerzitě, kde jeho vedoucí byl Salomon Bochner, titul Ph.D. získal roku 1950. Později také dostal profesuru na Univerzitě v Minnesotě.
V roce 1962 začal pracovat na fakultě matematiky na Pensylvánské univerzitě. Kde spolupracoval se skvělým matematikem německého původu Hansem Rademachem, kde byl zvolen k zastupování univerzity v roce 1967. V roce 1991 vyhrál Steele price za svou práci v oblasti diferenciální geometrie. V roce 1994 se stal emeritním profesorem.
Jeho práce na Calabiho hypotéze pro Kählerovy metriky daly vzniknout Calabiho–Yauově varietě.